# Dennis Rader
Dennis Lynn Rader (Pittsburg, 9 marzo 1945) è un serial killer statunitense, che uccise 10 persone nella contea di Sedgwick tra il 1974 e il 1991.
Rader è conosciuto come il BTK Killer (o lo Strangolatore BTK), acronimo che significa "bound, torture and kill" (lega, tortura e uccidi) e descrive il suo "modus operandi". Il killer inviò lettere alla polizia e ai media locali in cui descriveva i dettagli delle uccisioni durante il periodo di tempo in cui gli omicidi avevano luogo. Dopo una lunga pausa negli anni novanta e durante gli inizi del 2000, Rader ricominciò a inviare lettere nel 2004, missive che nel 2005 lo condussero all'arresto e alla seguente condanna di 10 ergastoli da scontare nella prigione di El Dorado Correctional Facility.

## Biografia
Rader è il primo di quattro figli nato da William Elvin Rader e Dorothea Mae Cook, tra Pittsburg e Columbus nel Kansas.
Cresciuto a Wichita, frequentò la Reverview School, e si diplomò alla Wichita Heights High School. Nel 1957, fu cresimato dalla Zion Lutheran Church. Secondo vari rapporti, compresa la sua confessione, da piccolo torturava gli animali, uno dei segnali di pericolo della "Triade di MacDonald". Sviluppò anche una passione per il feticismo. Rader frequentò la Kansas Wesleyan University dal 1965 al 1966, e successivamente trascorse quattro anni (dal 1966 al 1970) nella U.S. Air Force, soggiornando in Texas, Alabama, Okinawa, Corea del Sud, Grecia e Turchia.
Quando ritornò negli Stati Uniti, si spostò a Park City (sempre in Kansas), un sobborgo a sette miglia a nord di Wichita. Lavorò per poco tempo nel reparto di carni del supermercato di Leekers IGA a Park City accanto a sua madre, una contabile del magazzino. Rader frequentò la Butler County Community College a El Dorado, ottenendo il diploma in elettronica nel 1973. Si iscrisse alla Wichita State University. Si laureò nel 1979 in Amministrazione della Giustizia. Si sposò con Paula Dietz, il 22 maggio 1971, ed ebbero un figlio e una figlia.
Dal 1972 al 1973 Rader lavorò come assemblatore alla Coleman Company, una ditta di attrezzature da campeggio, dove fece le sue due prime vittime. Poi lavorò per un po' di tempo per Cessna, nel 1973. Dal novembre del 1974 fino al licenziamento nel luglio del 1988, Rader lavorò in un ufficio a Wichita della ADT Security Services, una compagnia che vendeva e installava allarmi per imprese commerciali. Egli occupò varie posizioni, incluso il manager di installazioni. Si credeva che da lì avesse appreso come eludere gli allarmi delle case.
Rader ha lavorato nel campo del censimento come supervisore nella zona del Wichita nel 1989, prima che fosse stabilito il Censimento Federale nel 1990. Nel 1991 Rader fu assunto come Supervisore del Dipartimento di Vigilanza a Park City, dipartimento multi funzionale responsabile del "controllo degli animali, problemi abitativi, zonizzazione, permesso di esecuzione generale e una varietà di casi di violenza". In questa posizione, i vicini richiamavano Rader perché qualche volta era troppo rigido; una vicina si lamentò poiché uccise il suo cane senza un motivo. Il 2 maggio 2005 il Consiglio di Park City gli fece terminare l'incarico per omessa segnalazione di lavoro; poco tempo dopo fu arrestato per gli omicidi attribuiti al "BTK Killer".
Rader è stato nel Consiglio della Contea di Sedgwick per la zonizzazione e per il controllo della Sicurezza degli animali (nominato nel 1996 e licenziato nel 1998). È stato anche un membro della Chiesa Luterana, una congregazione Luterana di circa 200 persone, vicino alla sua prima scuola superiore. È stato membro per circa 30 anni e fu eletto presidente del Consiglio della Congregazione. È stato anche un capo scout. Suo figlio diventò uno scout "le aquile". Il 26 luglio 2005, dopo l'arresto di Rader, il giudice distrettuale Eric Yost della Contea di Sedgwick rifiutò il solito periodo di attesa di 60 giorni e concesse alla moglie il divorzio immediato, concordando sul fatto che la sua salute mentale fosse in pericolo. Rader non contestò il divorzio, e il fatto che i 34 anni di matrimonio fossero finiti. Paula Rader ha affermato durante il processo per il suo divorzio che le sue condizioni psicofisiche sono peggiorate a causa del loro matrimonio.

## Omicidi
Il 15 gennaio 1974, quattro membri della famiglia Otero furono assassinati in casa loro a Wichita, Kansas. Le vittime furono Joseph Otero, 38 anni, Julie Otero, 33 anni, e due bambini: Joseph Otero Jr. di anni 9, e Josephine Otero di 11. La bambina fu portata in cantina e uccisa per poi essere impiccata a una tubazione del soffitto. Anche se la piccola non fu violentata, sulla scena del crimine fu ritrovato dello sperma. I corpi furono scoperti dal figlio maggiore, Charlie Otero, al ritorno da scuola. Dopo il suo arresto avvenuto nel 2005, Rader confessò l'omicidio della famiglia Otero. Rader scrisse una lettera, che fu riposta in un libro di ingegneria nella biblioteca pubblica di Wichita nell'ottobre 1974, che descriveva in dettaglio l'uccisione della famiglia Otero avvenuta nel gennaio di quell'anno.
All'inizio del 1978, spedì un'altra lettera anonima alla stazione televisiva KAKE di Wichita, assumendosi la responsabilità del massacro della famiglia Otero, e di quelli di Kathryn Bright, Shirley Vian e Nancy Fox. Nella lettera egli suggeriva alcuni possibili nomi per se stesso, incluso "BTK Killer". Chiese l'attenzione dei mass media nella seconda missiva, voleva che la stampa annunciasse che anche Wichita aveva il "suo serial killer". Alla lettera era acclusa anche una poesia intitolata Oh! Death to Nancy, parodia del testo della canzone folk O Death. Infine, egli dichiarava di essere guidato all'omicidio dal "fattore X", che lui definiva l'elemento soprannaturale che aveva motivato altri assassini famosi come Jack lo squartatore, il "Figlio di Sam" e gli Strangolatori di Hillside.
Il killer intendeva colpire ancora. Anna Williams, 63 anni, nel 1979 sfuggì fortunosamente alla morte tornando a casa più tardi del solito. Rader spiegò durante la sua confessione che era ossessionato dalla Williams ed era rimasto "veramente deluso" quando lei gli sfuggì. Aveva passato ore ad aspettarla davanti a casa sua, ma non vedendola rincasare aveva perso la pazienza e se ne era andato via.
Il cadavere di Marine Hedge, 53 anni, fu ritrovato il 5 maggio 1985. Rader aveva ucciso la donna il 27 aprile 1985, e aveva trasportato il corpo fino alla chiesa che lui frequentava, la Chiesa Luterana di Cristo, della quale era il presidente del Consiglio della Congregazione. Lì, fotografò il corpo della vittima legata in pose bondage-sadomaso e poi si masturbò. A tal scopo, Rader aveva precedentemente immagazzinato fogli di plastica nera e altri materiali nella sagrestia della chiesa in preparazione all'omicidio e successivamente aveva scaricato il corpo in un fossato lì vicino, per poi portarlo all'interno di notte quando l'edificio religioso era chiuso. Aveva chiamato il suo piano "Project Cookie".
Nel 1988, dopo l'assassinio di tre membri della famiglia Fager a Wichita, la polizia ricevette una lettera anonima da qualcuno che si autodefiniva il BTK Killer, nella quale l'autore negava di essere il responsabile degli omicidi dei Fager, anche se definiva "un magnifico lavoro" il crimine commesso. Fino al 2005 non fu provato che questa lettera fosse stata, in effetti, scritta da Rader. Comunque, la polizia non ritiene che Rader abbia commesso questo crimine.
L'ultima vittima di Rader, Dolores E. Davis, fu trovata il 1º febbraio 1991. Rader l'aveva uccisa il 19 gennaio 1991. Poi, improvvisamente il killer si fermò.

## Pista cieca
Nel 2004, l'indagine sugli omicidi seriali del BTK Killer era considerata un "cold case". Proprio in quel periodo, Rader inviò una serie di 11 comunicati anonimi ai media locali che alla fine portarono al suo arresto nel febbraio 2005. Nel marzo 2004, il The Wichita Eagle ricevette una lettera da un certo "Bill Thomas Killman". L'autore della missiva affermava di aver ucciso Vicki Wegerle il 16 settembre 1986, e come prova incluse alcune foto della scena del delitto e una fotocopia della patente della vittima, che era stata rubata all'epoca del crimine.
Prima di questa lettera, l'omicidio della Wegerle non era stato definitivamente attribuito al BTK Killer.
Nel maggio 2004, la stazione televisiva KAKE di Wichita ricevette un'altra lettera dal presunto "BTK Killer" con un puzzle di parole. Il 9 giugno 2004, fu rinvenuto un pacco a un segnale di stop all'angolo tra First e Kansas Street a Wichita. In esso erano contenuti disegni che raffiguravano gli omicidi della famiglia Otero e un testo intitolato The Sexual Thrill Is My Bill ("Il brivido sessuale è il mio programma"). Infine, era acclusa anche una lista dei capitoli per un libro intitolato The BTK Story. Il primo capitolo si intitolava: A Serial Killer Is Born. A luglio, arrivò un altro pacco con vario materiale bizzarro, inclusa l'ammissione di colpa per la morte del diciannovenne Jake Allen avvenuta ad Argonia, Kansas, quello stesso mese. La confessione si rivelò falsa, in quanto fu appurato che il ragazzo si era suicidato.
Nel dicembre 2004, la polizia di Wichita ricevette un altro pacchetto dal BTK Killer. Questa volta, il pacco conteneva la patente di Nancy Fox, rubata dalla scena del crimine, e una bambolina con le mani e i piedi legati e un sacchetto di plastica sulla testa.
Nelle sue lettere alla polizia, Rader chiese se i suoi scritti, se messi su floppy disk, potessero essere tracciati o meno. La polizia rispose tramite un annuncio sul Wichita Eagle rispondendo al killer che i dati non erano tracciabili su dischetto. Il 16 febbraio 2005, Rader inviò un floppy disk di colore viola da 1.44-Megabyte all'emittente televisiva KSAS-TV di Wichita.
Esaminando il dischetto, la polizia trovò un file Microsoft Word che era stato cancellato ma, all'insaputa di Rader, era ancora presente nel floppy disk. Il file conteneva un documento intitolato "Christ Lutheran Church", e l'ultima modifica allo stesso era di un certo "Dennis". Una ricerca tramite Internet determinò che "Dennis Rader" era il presidente del Consiglio della Congregazione. Dalle indagini passate, la polizia sapeva che il BTK Killer aveva una Jeep Cherokee nera. Quando gli investigatori si recarono a casa di Rader, notarono lo stesso tipo di auto parcheggiata in cortile. Altri indizi portarono i poliziotti a pensare che Dennis potesse essere il killer, ma avevano bisogno di prove schiaccianti. Usarono allora il DNA della figlia di Dennis, recuperato da un vecchio pap test, e lo confrontarono con il DNA ritrovato sotto le unghie di alcune vittime. Il DNA combaciò e questa fu la prova decisiva.

## Arresto
Rader venne arrestato poco dopo mezzogiorno il 25 febbraio 2005. Polizia e FBI perquisirono la sua abitazione e l'automobile, trovando prove evidenti dei crimini attribuiti al BTK Killer. Nel corso di una conferenza stampa tenutasi la mattina seguente, il capo della polizia di Wichita, Norman Williams, dichiarò: «Abbiamo arrestato il BTK Killer».
Dopo il suo arresto, Rader ammise durante l'interrogatorio che aveva in programma di ricominciare a uccidere ancora avendo anche fissato una data precisa, l'ottobre 2005, e di aver già adocchiato la sua prossima vittima.

## Processo e condanna
Il 28 febbraio 2005, Dennis Rader fu incriminato con dieci imputazioni per omicidio di primo grado. Subito dopo il suo arresto, l'Associated Press citò una fonte anonima che riportava la notizia di come Rader avesse confessato altri omicidi in aggiunta a quelli a lui attribuiti; il procuratore distrettuale della contea di Sedgwick smentì la notizia ma si rifiutò di escludere che fossero in corso ulteriori indagini. Il 5 marzo, fu diffusa la notizia che Rader aveva confessato solo i dieci omicidi per i quali era stato incriminato formalmente.
Il 1º marzo la cauzione di Rader fu stabilita in 10 milioni di dollari, e gli venne assegnato un difensore d'ufficio. Il 3 maggio, il giudice non presentò motivi di non colpevolezza per conto di Rader, in quanto Rader non aprì bocca durante l'udienza preliminare; tuttavia, il 27 giugno, data fissata per il processo, Rader si dichiarò colpevole. Egli descrisse in dettaglio gli omicidi, e non si dichiarò affatto pentito.
Il 18 agosto 2005 fu letta la sentenza. Egli fu condannato a dieci ergastoli, con un minimo di 175 anni da scontarsi in carcere. In Kansas non era in vigore la pena di morte all'epoca dei crimini. Il 19 agosto, il detenuto Dennis Rader fu trasportato nel penitenziario El Dorado Correctional Facility.
Durante il tragitto verso il carcere, Rader parlò con gli agenti del più e del meno, ma quando sentì alla radio le dichiarazioni dei familiari delle vittime, scoppiò a piangere. È in isolamento (con 1 ora d'aria al giorno e tre docce a settimana). A partire dal 2006, gli è stato concesso l'utilizzo di televisione e radio, la lettura di riviste e libri, e altri privilegi previsti dalla buona condotta.

## Vittime
| Nome                          | Sesso | Età | Data              | Luogo                                                                | Causa di morte               | Arma              |
| ----------------------------- | ----- | --- | ----------------- | -------------------------------------------------------------------- | ---------------------------- | ----------------- |
| Joseph Otero                  | M     | 38  | 15 gennaio 1974   | 803 North Edgemoor Street, Wichita                                   | Soffocamento                 | Busta di plastica |
| Julia Maria Otero             | F     | 33  | 15 gennaio 1974   | 803 North Edgemoor Street, Wichita                                   | Strangolata                  | Corda             |
| Joseph Otero Jr.              | M     | 9   | 15 gennaio 1974   | 803 North Edgemoor Street, Wichita                                   | Soffocamento                 | Busta di plastica |
| Josephine Otero               | F     | 11  | 15 gennaio 1974   | 803 North Edgemoor Street, Wichita                                   | Impiccata a un tubo          | Corda             |
| Kathryn Doreen Bright         | F     | 21  | 4 aprile 1974     | 3217 East 13th Street North, Wichita morta al Wesley Medical Center. | Pugnalata 3 volte all'addome | Coltello          |
| Shirley Ruth Vian Relford     | F     | 24  | 17 marzo 1977     | 1311 South Hydraulic Street, Wichita                                 | Strangolata                  | Corda             |
| Nancy Jo Fox                  | F     | 25  | 8 dicembre 1977   | 843 South Pershing Street, Wichita                                   | Strangolata                  | Cintura           |
| Marine Wallace Hedge          | F     | 53  | 27 aprile 1985    | 6254 North Independence Street, Park City                            | Strangolata                  | Mani nude         |
| Vicki Lynn Wegerle            | F     | 28  | 16 settembre 1986 | 2404 West 13th Street North, Wichita                                 | Strangolata                  | Calza di nylon    |
| Dolores Earline Johnson Davis | F     | 62  | 19 gennaio 1991   | 6226 North Hillside Street, Wichita                                  | Strangolata                  | Collant           |

## Riferimenti nella cultura di massa
- La psicologa forense Katherine Ramsland scrisse il saggio Confession of a Serial Killer, tratto dalla corrispondenza, durata cinque anni, che aveva intrattenuto con Rader.
- Lo scrittore Stephen King disse che il suo racconto Un bel matrimonio, contenuto nell'antologia Notte buia, niente stelle, e il film tratto da esso, si ispirano alle gesta del BTK Killer.[45]
- Lo scrittore Thomas Harris ha dichiarato che il personaggio di Francis Dolarhyde presente nel suo romanzo Il delitto della terza luna (Red Dragon) del 1981 è parzialmente basato sull'allora non ancora identificato BTK Killer.[46]
- Il film tv del 2005 The Hunt for the BTK Killer, racconta la storia dal punto di vista degli investigatori di Wichita che seguirono il caso per 31 anni. Nel film Rader è interpretato da Gregg Henry.[47]
- L'episodio 15 della prima stagione della serie televisiva Criminal Minds è basato sugli omicidi di Rader.[48][49]
- La storia di Dennis Rader è al centro del film B.T.K. del 2008, scritto e diretto da Michael Feifer, e con Kane Hodder nel ruolo del killer.[50]
- Il musicista Steven Wilson scrisse una canzone intitolata Raider II, ispirandosi alla storia di Rader, e la incluse nel suo album Grace for Drowning del 2011.[51]
- Rader è uno dei personaggi ricorrenti nella serie televisiva Mindhunter trasmessa su Netflix. Egli appare nella prima e nella seconda stagione, solitamente all'inizio degli episodi, in brevi scene ambientate a Park City, Kansas.[52][53]
- Rader è il protagonista dell'episodio Lega, tortura, uccidi: BTK della seconda stagione della docu-serie Caccia ai killer trasmessa da Netflix.[54]
- La vicenda di Dennis Rader è trattata nella puntata Legali, torturali, uccidili - La storia di Dennis Rader, alias BTK del podcast Demoni Urbani di Francesco Migliaccio.